# Binh Phuoc (provincie)
Binh Phuoc (vietnamsky Bình Phước) je provincie na jihu Vietnamu. Žije zde přes 900 tisíc obyvatel, hlavní město je Dong Xoai.

## Geografie
Povrch je nížinatý, nejvýše 200 m n. m. sousedí s provinciemi Tay Ninh, Binh Duong, Dong Nai, Lam Dong a Dak Nong. Na severu sousedí s Kambodžou.